# Nahuel Petillo
Nahuel Petillo Mediza (Montevideo, 16 ottobre 2001) è un calciatore uruguaiano, centrocampista del Fénix.

## Carriera
Petillo è cresciuto nel settore giovanile del Cerro ed ha debuttato in prima squadra l'8 novembre 2023 nell'incontro di Copa Uruguay vinto ai rigori contro il Ferro Carril. La stagione seguente è stato promosso definitivamente in prima squadra ed il 18 febbraio ha debuttato in Primera División contro i Montevideo Wanderers.

## Statistiche

### Presenze e reti nei club
Statistiche aggiornate al 20 maggio 2024.
| Stagione        | Squadra         | Campionato      | Campionato | Campionato | Coppe nazionali | Coppe nazionali | Coppe nazionali | Coppe continentali | Coppe continentali | Coppe continentali | Altre coppe | Altre coppe | Altre coppe | Totale | Totale | Totale |
| Stagione        | Squadra         | Comp            | Pres       | Reti       | Comp            | Pres            | Reti            | Comp               | Pres               | Reti               | Comp        | Pres        | Reti        | Pres   | Reti   |        |
| --------------- | --------------- | --------------- | ---------- | ---------- | --------------- | --------------- | --------------- | ------------------ | ------------------ | ------------------ | ----------- | ----------- | ----------- | ------ | ------ | ------ |
| 2023            | Cerro           | PD              | 0          | 0          | CU              | 1               | 0               |                    | -                  | -                  |             | -           | -           | 1      | 0      |        |
| 2024            | Cerro           | PD              | 13         | 0          | CU              | 0               | 0               |                    | -                  | -                  |             | -           | -           | 13     | 0      |        |
| Totale carriera | Totale carriera | Totale carriera | 13         | 0          |                 | 1               | 0               |                    | -                  | -                  |             | -           | -           | 14     | 0      |        |